# Sakiko Matsui
Sakiko Matsui (松井咲子 Matsui Sakiko?,  Warabi, Prefectura de Saitama, 10 de diciembre de 1990) es una Idol, cantante y pianista japonesa. Es conocida por haber sido miembro del grupo femenino AKB48, del cual se graduó el 26 de junio de 2015. Matsui fue estudiante en el Tokyo College of Music, el 3 de octubre de 2012 lanzó un álbum instrumental de piano titulado Kokyū Suru Piano, que se posicionó en el número 10 en la lista de Oricon.

## Discografía

### AKB48
| Año  | Número  | Título                    | Rol                  | Notas                                                       |
| ---- | ------- | ------------------------- | -------------------- | ----------------------------------------------------------- |
| 2009 |         |                           |                      |                                                             |
| 14   | "River" | B-side                    | "Hikōkigumo"         |                                                             |
| 2010 | 16      | "Ponytail to Shushu"      | B-side               | "Boku no Yell"                                              |
| 2010 | 18      | "Beginner"                | B-sides              | "Boku Dake no Value" and "Kimi ni Tsuite"                   |
| 2010 | 19      | "Chance no Junban"        | A-side               |                                                             |
| 2011 | 20      | "Sakura no Ki ni Narō"    | B-sides              | "Kiss Made 100 Mile"                                        |
| 2011 | 21      | "Everyday, Katyusha"      | B-side               | "Hito no Chikara" (como Under Girls)                        |
| 2011 | 22      | "Flying Get"              | Under Girls          | "Dakishimecha Ikenai"                                       |
| 2011 | 23      | "Kaze wa Fuiteiru"        | Under Girls Yurigumi | "Gondola Lift"                                              |
| 2011 | 24      | "Ue kara Mariko"          | B-side               | "Zero-sum Taiyō"                                            |
| 2012 | 25      | "Give Me Five!"           | Special Girls B      | "Hitsujikai no Tabi"                                        |
| 2012 | 26      | "Manatsu no Sounds Good!" | B-side               | "Gugutasu no Sora"                                          |
| 2012 | 27      | "Gingham Check"           | Future Girls         | "Show Fight!"                                               |
| 2012 | 28      | "Uza"                     | B-side               | "Kodoku na Hoshizora"                                       |
| 2012 | 29      | "Eien Pressure"           | B-side               | "Watashitachi no Reason"                                    |
| 2013 | 30      | "So Long!"                | B-side               | "Ruby" (como Team A)                                        |
| 2013 | 31      | "Sayonara Crawl"          | Team A               | "Ikiru Koto"                                                |
| 2013 | 32      | "Koisuru Fortune Cookie"  | Future Girls         | "Suitei Marmalade"                                          |
| 2013 | 33      | "Heart Electric"          | Team A               | "Kisu made Countdown"                                       |
| 2014 | 35      | "Mae shika Mukanee"       | Team A               | "Koi to ka"                                                 |
| 2014 | 36      | "Labrador Retriever"      | B-side               | "Kimi wa Kimagure" (como Team A)                            |
| 2014 | 38      | "Kibouteki Refrain"       | B-sides              | "Juujun na Slave" (as Team A) & "Reborn" (as Team Surprise) |

### En solitario
- Kokyū Suru Piano (2012) - Número 10 en Oricon.

## Filmografía

### Películas
- Bingo (2012) como Mayumi[2]